# Stirothrinax
Stirothrinax är ett släkte av tvåvingar. Stirothrinax ingår i familjen Pyrgotidae.
Kladogram enligt Catalogue of Life:
| Stirothrinax | \| \| Stirothrinax cribbatus \| \| \| \| \| \| Stirothrinax cribratus \| \| \| \| \| \| Stirothrinax knudseni \| \| \| \| |
|              | \| \| Stirothrinax cribbatus \| \| \| \| \| \| Stirothrinax cribratus \| \| \| \| \| \| Stirothrinax knudseni \| \| \| \| |
|              | Stirothrinax cribbatus |
|              | |
|              | Stirothrinax cribratus |
|              | |
|              | Stirothrinax knudseni |
|              | |